# SARSコロナウイルス2-ミュー株
SARSコロナウイルス2-ミュー株（サーズコロナウイルスツー ミューかぶ、英語: SARS-CoV-2 Mu variant、別名: 系統 B.1.621、VUI-21JUL-1）は、新型コロナウイルス感染症 (COVID-19) の原因ウイルスとして知られるSARSコロナウイルス2 (SARS-CoV-2) の変異株である。2021年1月にコロンビアで最初に検出された。
同年8月30日、世界保健機関 (WHO) は注目すべき変異株 (VOI) に指定し、WHOラベルではミュー株 (Mu variant) に分類していたが、2022年4月時点でVOIから除外されている。
WHOは当初、COVID-19ワクチンに対する耐性のリスクを示す変異があるとし、その理解を深めるためにはさらなる研究が必要であると強調していた。2021年9月1日時点では、主に南米とヨーロッパにおいて発生が報告されている。
系統 B.1.621には、PANGO（英語版）の命名法によりB.1.621.1と付けられた亜系統があり、すでに20ヶ国以上で検出されている。

## 分類

### 命名
2021年1月、この系統がコロンビアで初めて記録され、後に系統 B.1.621 (lineage B.1.621) と命名された。
同年7月1日、イングランド公衆衛生庁 (PHE) が系統 B.1.621をVUI-21JUL-1と命名した。
同年8月30日、WHOが懸念される変異株 (VOC) や注目すべき変異株 (VOI) にギリシャ文字を使用する方針に基づき、VOIに指定された系統 B.1.621に対しミュー  (μ:Mu) のラベルを割り当てた。

### 変異
ミュー株のゲノムには、計21の変異があり、その内9つのアミノ酸変異がウイルスのスパイクタンパク質遺伝子上に生じている。スパイクタンパク質上の変異の内訳は、T95I, Y144S, Y145N, R346K, E484Kやエスケープ変異N501Y, D614G, P681H, D109Nである。ウイルスの変異は新しいものではない。SARS-CoV-2を含む全てのウイルスは時間の経過とともに変化する。これらの変化のほとんどは取るに足らないものであるが、ウイルスの毒性を強めたり、治療やワクチンから逃れたりするために特性を変化させるものもある。ローマの研究所で行われた研究では、バイオンテックとファイザーのワクチンのミュー株に対する有効性を検証し、「スパイクにいくつかの変異があるが、ミュー株はファイザーのワクチンにより引き出される抗体により中和される」とするものの、その有効性は他のSARS-CoV-2変異株よりも低いとしている。

スパイクタンパク質に焦点を当てたSARS-CoV-2のゲノムマップ上にプロットされたミュー株のアミノ酸変異[10]。

| 遺伝子 | アミノ酸   |
| ------ | ---------- |
| ORF1a  | T1055A     |
| ORF1a  | T1538I     |
| ORF1a  | T3255I     |
| ORF1a  | Q3729R     |
| ORF1b  | P314L      |
| ORF1b  | P1342S     |
| S      | T95I       |
| S      | Y144S      |
| S      | Y145N      |
| S      | R346K      |
| S      | E484K      |
| S      | N501Y      |
| S      | D614G      |
| S      | P681H      |
| S      | D950N      |
| ORF3a  | Q57H       |
| ORF3a  | del257/257 |
| ORF8   | T11K       |
| ORF8   | P38S       |
| ORF8   | S67F       |
| N      | T205I      |

## 日本での感染確認
厚生労働省は2021年9月1日、日本でミュー株の感染者が2人確認されていたことを明らかにした。2人のうち1人は6月26日に成田空港に到着し、アラブ首長国連邦に滞在歴があった40代の女性、もう1人は7月5日に羽田空港に到着し、イギリスに滞在歴があった50代の女性で、2人とも無症状であった。

## 統計
| 国                       | 確認数                                | 確認数（他の情報源） |
| ------------------------ | ------------------------------------- | -------------------- |
| アメリカ合衆国           | 2,024                                 |                      |
| コロンビア               | 850                                   |                      |
| スペイン                 | 475                                   |                      |
| メキシコ                 | 357                                   |                      |
| エクアドル               | 168                                   |                      |
| アルバ                   | 84                                    |                      |
| イタリア                 | 77                                    |                      |
| チリ                     | 72                                    |                      |
| オランダ                 | 72                                    |                      |
| イギリス                 | 55                                    |                      |
| プエルトリコ             | 50                                    |                      |
| オーストリア             | 49                                    |                      |
| コスタリカ               | 49                                    |                      |
| スイス                   | 48                                    |                      |
| カナダ                   | 69                                    |                      |
| ドミニカ共和国           | 43                                    |                      |
| ベルギー                 | 35                                    |                      |
| ポルトガル               | 24                                    |                      |
| イギリス領ヴァージン諸島 | 21                                    |                      |
| キュラソー               | 20                                    |                      |
| ドイツ                   | 14                                    |                      |
| ペルー                   | 13                                    |                      |
| フランス                 | 16                                    |                      |
| ブラジル                 | 10                                    |                      |
| オランダ領カリブ         | 8                                     |                      |
| デンマーク               | 7                                     |                      |
| ギリシャ                 | –                                     | 6                    |
| ポーランド               | 6                                     |                      |
| ベネズエラ               | 5                                     |                      |
| アイルランド             | 4                                     |                      |
| フィンランド             | 3                                     |                      |
| シント・マールテン       | 3                                     |                      |
| スロバキア               | 3                                     |                      |
| スウェーデン             | 4                                     |                      |
| ケイマン諸島             | 2                                     |                      |
| 香港                     | 2                                     | 3                    |
| 日本                     | 2                                     | 2                    |
| トルコ                   | 2                                     |                      |
| ジブラルタル             | 1                                     |                      |
| リヒテンシュタイン       | 1                                     |                      |
| ルクセンブルク           | 1                                     |                      |
| マルタ                   | 1                                     |                      |
| ルーマニア               | 1                                     |                      |
| タークス・カイコス諸島   | 1                                     |                      |
| 台湾                     | –                                     | 1                    |
| 合計                     | 4,752 (3,886 B.1.621 / 866 B.1.621.1) | 12                   |